# Fenestrelle
Fenestrelle (piemonti nyelven Fenestrele) egy község Olaszországban, Torino megyében.

## Elhelyezkedése

Fenestrelle község Torino megye térképén

Fenestrelle a Chisone-völgyben található.A vele határos települések:Massello, Mattie, Meana di Susa, Pragelato, Roure és Usseaux.

## Az erőd

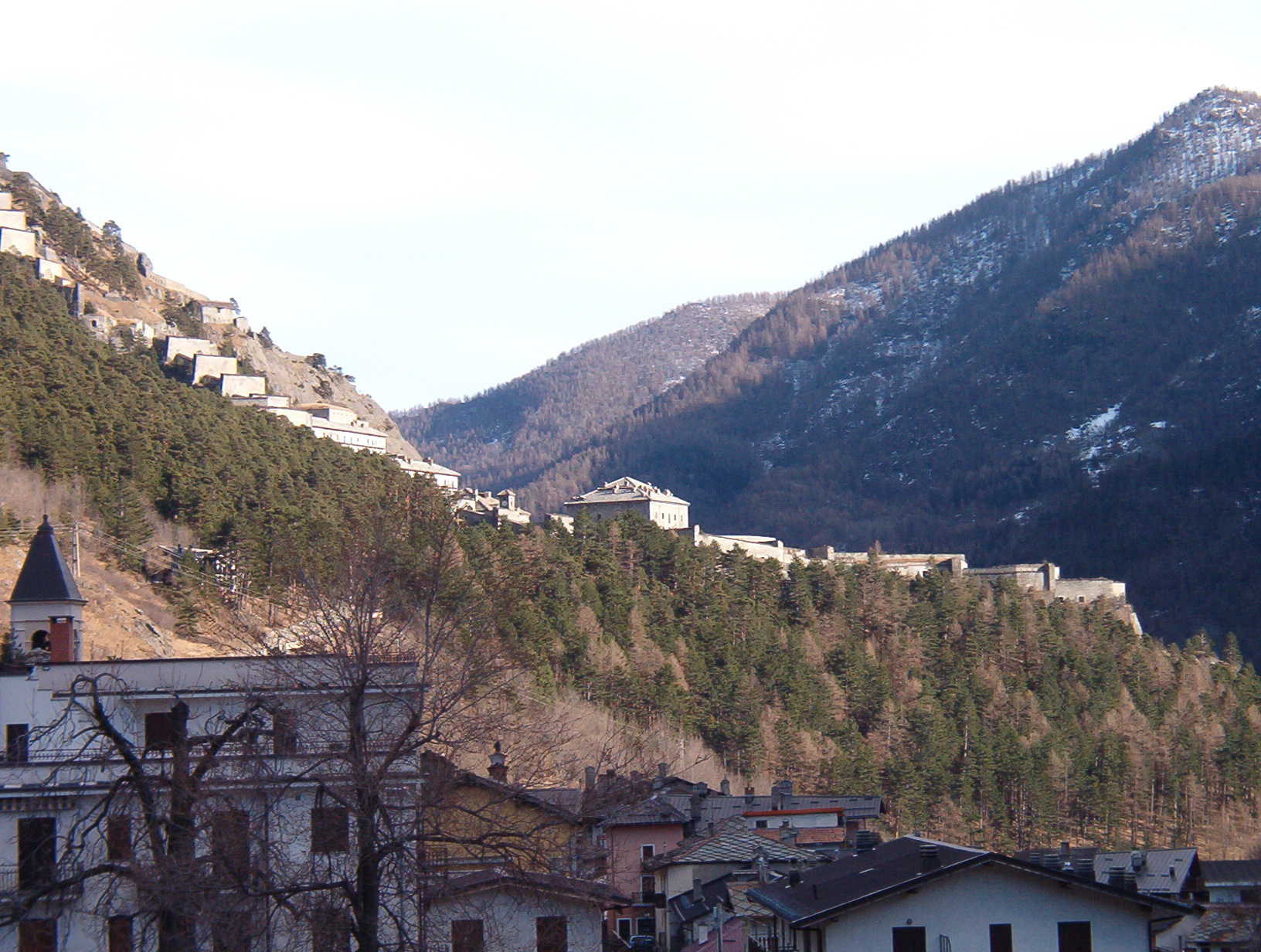
Fenestrelle erődje

Az Olaszország kínai falaként is aposztrofált erődrendszert az esetleges francia támadások megakadályozásra építették a 18 és 19. század között. Amikor a napóleoni korban francia kézre került, úgy erősítették meg, hogy a piemonti támadások ellen nyújtson védelmet.
Piemont egyik szimbóluma.

## Fordítás
- Ez a szócikk részben vagy egészben  a   Fenestrelle című olasz Wikipédia-szócikk fordításán alapul.  Az eredeti cikk szerkesztőit annak laptörténete sorolja fel. Ez a jelzés csupán a megfogalmazás eredetét és a szerzői jogokat jelzi, nem szolgál a cikkben szereplő információk forrásmegjelöléseként.